# NGC 2377
NGC 2377 (również PGC 20948 lub UGCA 132) – galaktyka spiralna (Sc), znajdująca się w gwiazdozbiorze Jednorożca. Odkrył ją Édouard Jean-Marie Stephan 19 stycznia 1874 roku.